# 時調
時調（じちょう）は、朝鮮で成立した定型詩。

## 概要
時調は、14世紀ごろ、高麗末期に成立したとみられ、李氏朝鮮時代に流行した。時調という名称は李朝第21代王英祖の頃から用いられた。それ以前は「短歌」「長短歌」「新調」などとも呼ばれたが、現在は使われていない。時調は「時節歌調」の略称で、いわゆる「流行歌」の意味であり、歌人、李世春が「時調」という言葉を作ったと言われている。
時調の起源については諸説があり、巫女の歌から来たという説、郷歌から発展したという説、『満殿春別詞』などに見られる高麗の歌謡が起源という説などがある。時調は、まず、両班たちによって作られた。内容は儒教の精神を歌ったものから、やがて自然美を歌った牧歌的、叙情的なものに変わり、妓生が時調を作るようになると、より人間の具体的な感情を歌うようになる。

## 時調の形式
3章6句の約45字からなる。音数律は三四調、もしくは四四調が基本であるが、日本の和歌や俳句のように厳格ではなく、多少の字足らずや字余りは許容される。但し、終章の最初の句節は必ず3音節でなければならず、2番目の句節は必ず5音節以上でなければならない決まりがある。句の数え方は2説があり、三四（もしくは四四）でひとつの句として全6句と数える説と、それぞれをひとつの句として全12句と数える説がある。

### 例
三四調

初章　　○○○　○○○○　　　○○○　　○○○○

中章　　○○○　○○○○　　　○○○　　○○○○

終章　　○○○　○○○○○　　○○○○　 ○○○

四四調

初章　　○○○○　○○○○　　　○○○○　　○○○○

中章　　○○○○　○○○○　　　○○○○　　○○○○

終章　　○○○　　○○○○○　　○○○○　　○○○

- このような定型に従った時調を「短型時調」もしくは「平時調」と呼ぶ。
- 句のひとつが長くなった時調を「中型時調」もしくは「旕時調」と呼ぶ。
- 句がふたつ以上長くなった時調を「長形時調」もしくは「辞説時調」と呼ぶ。
- 何編かの時調が意味を持って連結したものを「連時調」と呼ぶ。
- 初章と終章だけで中章がない時調を「両章時調」と呼ぶ。
- 初章だけの時調を「単時調」と呼ぶ。
- 子どもの感性を時調にしたものを「童時調」と呼ぶ。

このうち、最もよく作られるのは定型に従った「平時調」である。

## 時調集
- 金天沢『青丘永言』、1728年
- 金寿長『海東歌謠』、1763年
- 朴孝寛・安玫英『歌曲源流』1876年
- 松桂烟月翁『古今歌曲』
- 白景炫『東歌選』
- 『南薫太平歌』
- 崔南善『百八煩悩』、1926年
- 李殷相『鷺山時調集』、1931年
- 李秉岐『嘉藍時調集』、1947年
- 鄭寅普『薝園時調集』、1948年

## 関連文献
- 裴成煥　『韓国の古典短歌　──古時調のいぶき』　国書刊行会、1986年、ISBN 4-336-02441-3。
- 尹学準　『朝鮮の詩ごころ　「時調」の世界』　講談社〈講談社学術文庫〉、1992年、ISBN 4-06-159020-0。
- 瀬尾文子　『時調四四三首選』　育英出版社、1997年、ISBN 4-901019-88-0。
- 廣岡冨美　『韓国近現代時調選集』　土曜美術社、2000年、ISBN 4-8120-1254-6。